# Juventud Estadio Club de Fútbol
El Juventud Estadio Club de Fútbol es un club de fútbol base español, de la ciudad de Oviedo en Asturias. Fue fundado en 1976 y tuvo un equipo sénior que militó en las dos últimas categorías autonómicas de Asturias, desde 2002 a 2023. Juega los partidos como local está en las Instalaciones Deportivas de El Cristo, con capacidad para unos 700 espectadores.

## Historia
El club tiene su sede en la ciudad de Oviedo, fue fundado en 1976 con el nombre de Estadio de la Juventud Club de Fútbol. En 1986 se fusionó con otro club con el que compartía instalaciones, el Juventud Asturiana a consecuencia de la entrada en vigor de la reglamentación deportiva aprobada por el Principado de Asturias en 1986 que obligaba a los clubs a ser entidades privadas llamándose a partir de entonces Juventud Estadio Club de Fútbol. A partir de la fusión se crean equipos en todas las categorías inferiores, desde prebenjamines hasta juveniles, con equipos de campo y de cancha.
Por estos equipos de base han pasado futbolistas que han logrado triunfar en el fútbol profesional como Juan Mata, Luis García, Samuel Baños o Iván Ania
El primer equipo se crea en 2002 y siempre se ha movido por las dos últimas categorías del fútbol asturiano. Desde que en la temporada 2011-12 logró el ascenso, el club se mantuvo en la Primera Regional de Asturias, pero al final de la temporada 2016-17, el primer equipo sufrió un descenso a la última categoría autonómica. Subiendo por la vía administrativa en la temporada 2019-20, tras dar por concluidas las competiciones sin finalizar por motivo de la pandemia de COVID-19, la Real Federación de Fútbol del Principado de Asturias aprobaba en Asamblea el ascenso directo.
Al finalizar la campaña 2022-23, el club anunció que para la siguiente temporada no sacaría a competir al primer equipo de la entidad. Le correspondía inscribirse en la Segunda RFFPA, categoría que había conservado en la 2022-23.

## Uniforme
- Uniforme titular: camiseta blanca con finas franjas verticales en azul y rojo; pantalón azul con detalles en blanco y rojo; medias blancas.
- Uniforme alternativo: camiseta negra con mangas blancas con ribetes en rojo; pantalón y medias blancas.

## Estadio
El Juventud Estadio Club de Fútbol disputa sus encuentros como local en las Instalaciones Deportivas del Cristo pertenecientes al Principado de Asturias. Se trata de un campo de hierba sintética con unas medidas de 93 x 65 metros.

## Trayectoria en competiciones nacionales
- Temporadas en Primera División: 0
- Temporadas en Segunda División: 0
- Temporadas en Primera Federación: 0
- Temporadas en Segunda Federación: 0
- Temporadas en Tercera: 0
- Participaciones en Copa del Rey: 0

## Trayectoria del equipo sénior
| Temporada | Nivel | Categoría    | Puesto           | Copa del Rey |
| --------- | ----- | ------------ | ---------------- | ------------ |
| 2002-03   | 7     | 2.ª Regional | 5.º              |              |
| 2003-04   | 7     | 2.ª Regional | 1.º              |              |
| 2004-05   | 6     | 1.ª Regional | 7.º              |              |
| 2005-06   | 6     | 1.ª Regional | 8.º              |              |
| 2006-07   | 6     | 1.ª Regional | 8.º              |              |
| 2007-08   | 6     | 1.ª Regional | 2.º              |              |
| 2008-09   | 6     | 1.ª Regional | 5.º              |              |
| 2009-10   | 6     | 1.ª Regional | 17.º             |              |
| 2010-11   | 7     | 2.ª Regional | 6.º              |              |
| 2011-12   | 7     | 2.ª Regional | 1.º              |              |
| 2012-13   | 6     | 1.ª Regional | 7.º              |              |
| 2013-14   | 6     | 1.ª Regional | 5.º              |              |
| 2014-15   | 6     | 1.ª Regional | 13.º             |              |
| 2015-16   | 6     | 1.ª Regional | 11.º             |              |
| 2016-17   | 6     | 1.ª Regional | 16.º             |              |
| 2017-18   | 7     | 2.ª Regional | 3.º              |              |
| 2018-19   | 7     | 2.ª Regional | 3.º              |              |
| 2019-20   | 7     | 2.ª Regional | 2°               |              |
| 2020-21   | 6     | 1.ª Regional | 5.º (Subgrupo 3) |              |
| 2021-22   | 8     | 2.ª Regional | 2.º              |              |
| 2022-23   | 7     | 2.ª RFFPA    | 14.º             |              |

## Palmarés

### Torneos autonómicos
- Subcampeón de la Primera Regional de Asturias (1): 2007-08.
- Segunda Regional de Asturias (2): 2003-04 y 2011-12.
- Subcampeón de la Segunda Regional de Asturias (2): 2019-20 y 2021-22.